# Мальро, Андре
Андре́ Мальро́ (фр. André Malraux; 3 ноября 1901 — 23 ноября 1976) — французский писатель, культуролог, герой Французского Сопротивления, идеолог Пятой республики, министр культуры в правительстве де Голля (1959—1969). На его работах «воспитывались» такие выдающиеся французские философы и писатели, как Альбер Камю и Жан Гренье.

## Биография
Жорж-Андре Мальро родился 3 ноября 1901 года в Париже, Франция, в семье французского банкира Фернана Жоржа Мальро. В 1905 году его родители разъехались, а вскоре и развелись. Воспитанием мальчика занимались мать и бабушка по материнской линии — Берта и Адрианна Лами (Berthe Lamy, Adrienne Lamy), у которой была бакалейная лавка в пригороде Парижа Бонди. Андре учился в лицее Кондорсе и Национальной школе восточных языков, где очень рано увлёкся естествознанием, и в частности антропологией, археологией, а также историей. В 20-е годы сблизился с различными авангардистскими группировками, в частности под влиянием дадаизма написаны его первые литературные опыты (Бумажные луны, 1921).
В 1923 году участвовал в преступном вывозе культурных ценностей Ангкор-Вата, за что в 1924 году был приговорён к трём годам тюрьмы, однако сумел добиться пересмотра дела и избежать заключения.
Мальро приобрёл известность в 1925—1927 годах, когда он, симпатизируя коммунистам, находился в Китае в преддверии гражданской войны.
В 1929 году исследовал греко-бактрийское искусство в Афганистане. Китайские впечатления отразились в романе «Удел человеческий» (1933), который принёс автору всемирную славу и Гонкуровскую премию. По поводу этого романа Эрнест Хемингуэй в 1935 году писал переводчику И. А. Кашкину, что по его мнению это лучшая из всех книг, которую он прочёл за последние десять лет: «Если Вы встретите его, скажите это ему от моего имени. Я хотел написать ему, но по-французски я так перевираю написание многих слов, что я не решился — стыдно». Роман занимает девятое место в списке «100 книг века по версии Le Monde». Фредерик Бегбедер в своём сборнике эссе «Лучшие книги XX века. Последняя опись перед распродажей», который посвящён первым пятидесяти книгам данного списка, писал, что в этом романе Мальро отразил то, что он думал о трагедии человеческого существования: «Китайская революция, которую Мальро ждал как Второго Пришествия, в конце концов победит, и Мальро увидит, как она обернется всеобщей кровавой бойней».
Не разделяя идеи марксизма, Мальро активно выступал против наступления фашизма, возглавлял общественное движение за освобождение Эрнста Тельмана и Георгия Димитрова. Весной 1936 г. посетил СССР. Был участником антифашистских конгрессов писателей в Париже (1935) и в Мадриде (1937). Во время Гражданской войны в Испании командовал добровольческой эскадрильей на стороне республиканцев. После начала Второй мировой войны бежал из немецкого плена и руководил сначала партизанским соединением, а потом и армейской бригадой.
После окончания войны Мальро оставил творчество и включился в общественную жизнь как соратник генерала де Голля, отвечавший в его партии за идеологию и пропаганду. Причислялся к «баронам голлизма». Участвовал в массовой демонстрации голлистов 30 мая 1968, переломившей ход событий «Красного мая». Именно его с наибольшим энтузиазмом приветствовали в тот день парижане.
Наиболее значительные послевоенные произведения Мальро — трактат по философии искусства «Голоса безмолвия» (1951), в котором утверждается трансцендентная сущность художественного творчества, и автобиография «Антимемуары» (1967), в которой автор передаёт свои беседы с ведущими деятелями тех лет, такими как Джавахарлал Неру и Мао Цзэдун.

### Романы
- «Завоеватели» („Les Conquérants“, 1928) — о попытке совершить переворот в Кантоне;
- «Королевская дорога» („La Voie royale“, 1930);
- «Удел человеческий» („La Condition humaine“, 1933) — о заговоре с целью создания нового Китая;
- «Годы презрения» („Le Temps du mépris“, 1935);
- «Надежда» („L'Espoir“, 1937) — о гражданской войне в Испании;
- «Орешники Альтенбурга» („Les Noyers de l'Altenbourg“, 1942).
- «Чёрный треугольник: Шодерло де Лакло — Гойя — Сен-Жюст»[11]
- «Антимемуары»[12]

### Эссе
- «Искушение Запада» (фр. „La tentation de l’Occident“, 1926)
- «Воображаемый музей» (фр. „Le Musée Imaginaire“, 1947)

## Награды
- Офицер ордена Почётного легиона
- Компаньон ордена Освобождения (17 ноября 1945 года)
- Военный крест 1939—1945
- Медаль Сопротивления с розеткой
- многие иностранные ордена и медали
- Кавалер Большого креста ордена Короны (Бельгия)
- Кавалер Большого креста Национального ордена Республики Чад
- Кавалер Большого креста ордена Солнца (Перу)
- Кавалер Большого креста ордена Дубовой короны (Люксембург)
- Кавалер Большой ленты Национального ордена Кедра (Ливан)
- Кавалер Большого креста ордена Льва (Финляндия)
- Кавалер Большого креста ордена Белого слона (Таиланд)
- Кавалер Большой ленты ордена Республики (Египет)
- Кавалер Большого креста Национального ордена заслуг и почёта Республики Гаити
- Кавалер Большого креста орден Данеброг (Дания)
- Кавалер Большого креста ордена «За заслуги перед Австрийской Республикой»
- Кавалер Большого креста Алауитского трона (Марокко)
- Кавалер Большого креста ордена Святого Олафа (Норвегия)
- Кавалер Большого креста Королевского ордена Георга I (Греция)
- Кавалер Большого креста ордена Полярной звезды (Швеция)
- Кавалер Большого креста ордена Святого Иакова и меча (Португалия)
- Кавалер Большого креста ордена Ацтекского орла (Мексика)
- Кавалер Большого креста ордена Восходящего солнца (Япония)
- Кавалер Большого креста ордена Освободителя (Венесуэла)
- Кавалер Большого креста ордена Мая (Аргентина)
- Кавалер Большого креста ордена «За заслуги перед ФРГ»
- Орден «За выдающиеся заслуги» (Великобритания)
- Великий офицер Национального ордена Кот д’Ивуар
- Великий офицер Национального ордена Мадагаскара
- Великий офицер ордена Южного креста (Бразилия)
- Великий офицер Национального ордена Нигера
- Великий офицер ордена «За заслуги» (ЦАР)
- Великий офицер ордена «За заслуги» (Конго)
- Великий офицер ордена «За заслуги» (Сенегал)
- Великий офицер ордена «За заслуги» (Мавритания)
- Великий офицер ордена «За заслуги» (Того)
- Великий офицер ордена «За заслуги перед Итальянской Республикой»
- Великий офицер ордена Экваториальной звезды (Габон)
- Великий офицер ордена Кетцаля (Гватемала)
- Великий офицер Национального вольтийского ордена (Республика Верхняя Вольта)
- Великий офицер Национального ордена Дагомеи (Республика Дагомея)
- другие ордена

## Память
- В его честь назван городской художественный музей в Гавре — Музей современного искусства Андре Мальро[фр.].
- Имя Андре Мальро носит гимназия № 26 в Йошкар-Оле[13].
- Имя Андре Мальро носит Французская школа при Генеральном Консульстве Франции в Санкт-Петербурге.